# Józef Bocheński

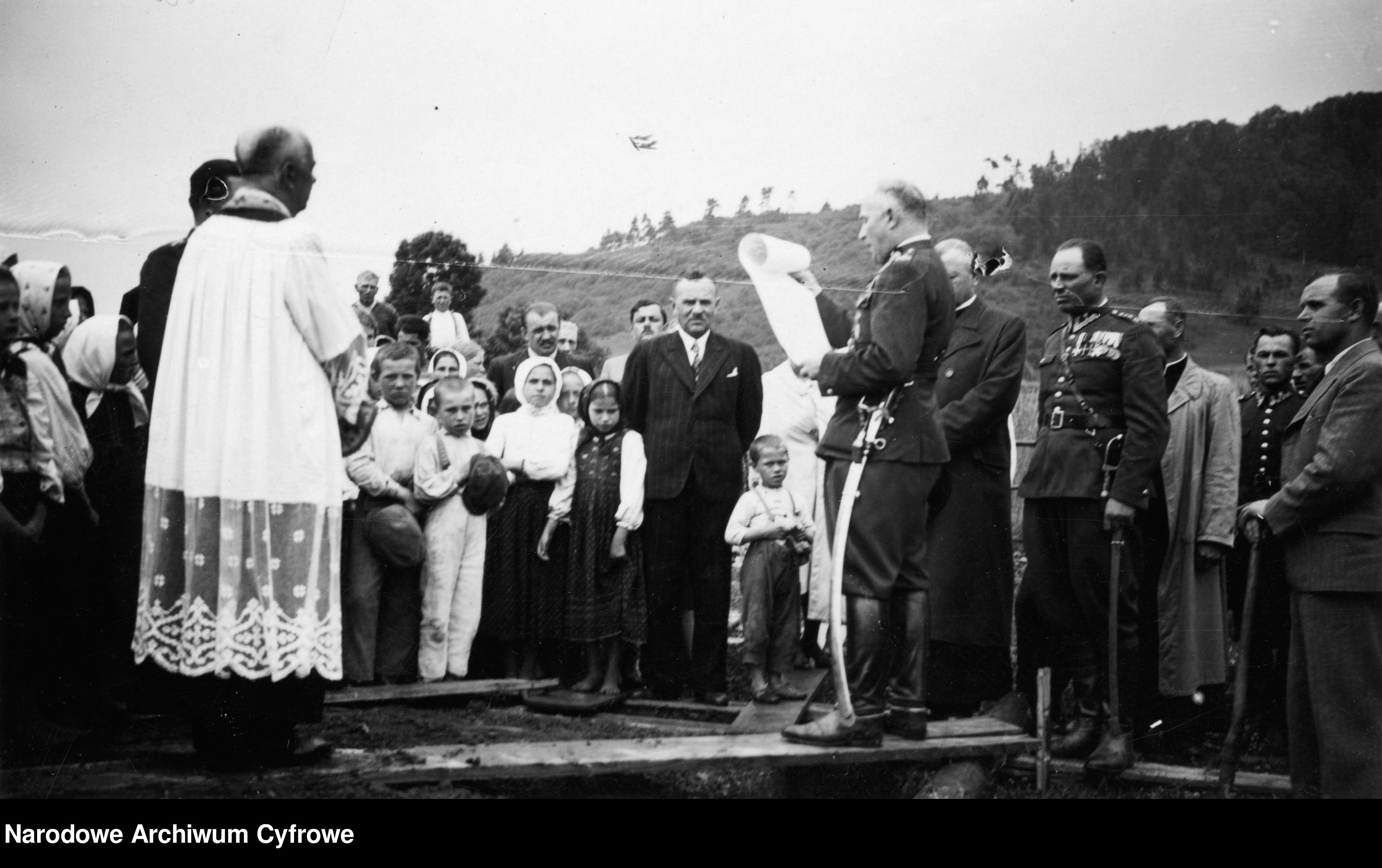
Poświęcenie kamienia węgielnego pod budowę kościoła w Krempnej w 1939 r. Józef Bocheński stoi na prawo za nadkom. Zdzisławem Rucińskim, który odczytuje treść aktu erekcyjnego

Józef Bocheński (ur. 19 marca 1899 w Chełmie, zm. 20–22 kwietnia 1940 w Katyniu) – porucznik piechoty rezerwy Wojska Polskiego i komisarz Straży Granicznej, działacz niepodległościowy, kawaler Orderu Virtuti Militari.

## Życiorys
Syn Aleksandra i Wandy z Fogelów. W okresie I wojny światowej żołnierz Legionów Polskich, następnie uczestnik wojny polsko-bolszewickiej i III powstania śląskiego. W okresie wojny polsko-bolszewickiej, gdy służył w 36 pułku piechoty Legii Akademickiej, został odznaczony Krzyżem Srebrnym Orderu Virtuti Militari i umieszczony na Złotej Liście Chwały 36 pułku piechoty Legii Akademickiej. Na podporucznika został mianowany ze starszeństwem z 1 lipca 1925 i 1427. lokatą, a na porucznika ze starszeństwem z 19 marca 1939 i 628. lokatą w korpusie oficerów rezerwy piechoty.
Od 1928 w Straży Granicznej. Z dniem 15 września 1932 został wyznaczony na stanowisko oficera wywiadowczego IG „Częstochowa”. W 1933 skierowany do komisariatu „Kraków” na stanowisko II oficera. Od 1935 w Jaśle pełnił funkcję I zastępcy komendanta Inspektoratu Granicznego w Jaśle (oficer wywiadowczy).
We wrześniu 1939, w czasie kampanii wrześniowej, walczył wraz z Kompanią Straży Granicznej w składzie 2 Brygady Górskiej Grupy Operacyjnej „Jasło” Armii „Karpaty” i został ciężko ranny pod Muszyną w starciach z wojskami słowackimi. Dostał się do sowieckiej niewoli. Przebywał w obozie w Kozielsku. Między 19 a 21 kwietnia 1940 został przekazany do dyspozycji naczelnika Zarządu NKWD Obwodu Smoleńskiego (lista 036/4 z 16 kwietnia 1940, poz. 65). Między 20 a 22 kwietnia 1940 zamordowany w Katyniu i tam pogrzebany. Od 28 lipca 2000 spoczywa na Polskim Cmentarzu Wojennym w Katyniu.

## Awans pośmiertny i upamiętnienie
5 października 2007 minister obrony narodowej Aleksander Szczygło mianował go pośmiertnie na stopień porucznika (sic!).
Minister spraw wewnętrznych i administracji Władysław Stasiak rozkazem personalnym nr 96 z 26 października 2007 mianował go pośmiertnie na stopień nadkomisarza Straży Granicznej. Awans został ogłoszony 9 listopada 2007 w Warszawie, w trakcie uroczystości „Katyń Pamiętamy – Uczcijmy Pamięć Bohaterów”.
15 września 2009 na ścianie budynku przy ul. St. Wyspiańskiego 4 w Jaśle (w latach 1938–1939 siedziba Komendy Obwodu Jasło Straży Granicznej) uroczyście odsłonięto tablicę pamiątkową poświęconą trzem ostatnim komendantom Straży Granicznej Obwodu Jasło, ofiarom zbrodni katyńskiej: nadkomisarzowi Zdzisławowi Rucińskiemu, nadkomisarzowi Edwardowi Okulskiemu i komisarzowi Józefowi Bocheńskiemu.

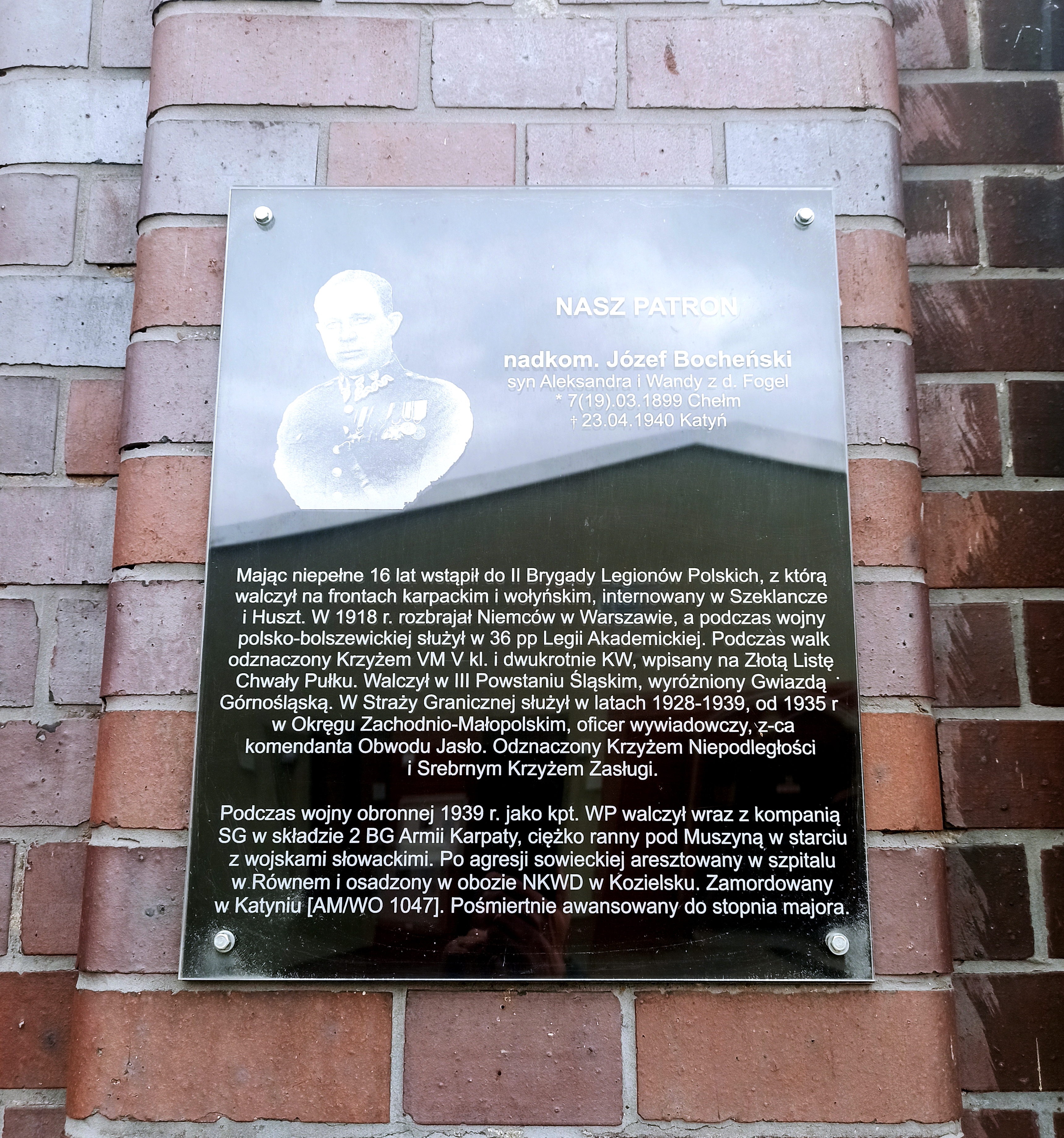
Tablica upamiętniająca patrona ŚlOSG umieszczona przy drzwiach wejściowych do budynku komendy oddziału (luty 2024)

Decyzją Ministra Spraw Wewnętrznych, w dniu 24 maja 2017 Józef Bocheński został patronem Śląskiego Oddziału Straży Granicznej z siedzibą w Raciborzu.

## Ordery i odznaczenia
- Krzyż Srebrny Orderu Wojskowego Virtuti Militari nr 3634 – 1921[7]
- Krzyż Niepodległości – 15 kwietnia 1932 „za pracę w dziele odzyskania niepodległości”[8]
- Krzyż Walecznych dwukrotnie
- Srebrny Krzyż Zasługi 1929
- Medal Pamiątkowy za Wojnę 1918–1921 – 1929
- Medal Dziesięciolecia Odzyskanej Niepodległości – 1929
- Brązowy Medal za Długoletnią Służbę – 1938
- Gwiazda Górnośląska
- Odznaka Pamiątkowa Straży Granicznej – 1929